# Aedes cavaticus
Aedes cavaticus är en tvåvingeart som beskrevs av Bianca L. Reinert 1979. Aedes cavaticus ingår i släktet Aedes och familjen stickmyggor.
Artens utbredningsområde är Thailand. Inga underarter finns listade i Catalogue of Life.